# Spaniopus polyspilus
Spaniopus polyspilus är en stekelart som beskrevs av Graham 1956. Spaniopus polyspilus ingår i släktet Spaniopus och familjen puppglanssteklar.
Artens utbredningsområde är:
- Ungern.
- Sverige.

Arten är reproducerande i Sverige. Inga underarter finns listade i Catalogue of Life.